# Diores malaissei
Diores malaissei es una especie de araña del género Diores, familia Zodariidae. Fue descrita científicamente por Jocqué en 1990.
Habita en Congo.